# Чэнь Сян
Чэнь Сян (кит. трад. 陳享, упр. 陈享) — основатель стиля Цайлифо-цюань.

## Биография
Начал изучать стиль фоцзя-цюань у своего отца, Чэнь Юаньху.
После смерти отца в течение шести лет обучался у Ли Юшаня стилю лицзя-цюань. После этого обучался у монаха Цай Фу стилю цайцзя-цюань.